# Bistum Nyahururu
Das Bistum Nyahururu (lat.: Dioecesis Nyahururensis, engl.: Diocese of Nyahururu) ist ein in Kenia gelegenes Bistum der römisch-katholischen Kirche mit Sitz in Nyahururu. Es umfasst das Nyandarua County und den westlichen Teil des Laikipia Countys.

## Geschichte
Papst Johannes Paul II. gründete das Bistum mit der Apostolischen Konstitution Nuper est petitum am 5. Dezember 2002 aus Gebietsabtretungen des Erzbistums Nyeri, dem es auch als Suffragandiözese unterstellt wurde.

## Bischöfe von Nyahururu
- Luigi Paiaro, 2003–2011
- Joseph Mbatia, seit 2011